# Bouville (Essonne)
Bouville é uma comuna francesa na região administrativa da Ilha de França, no departamento de Essonne. Estende-se por uma área de 20.53 km². Em 2010 a comuna tinha 663 habitantes (densidade: 32,3 hab./km²).